# Herodes Atticus

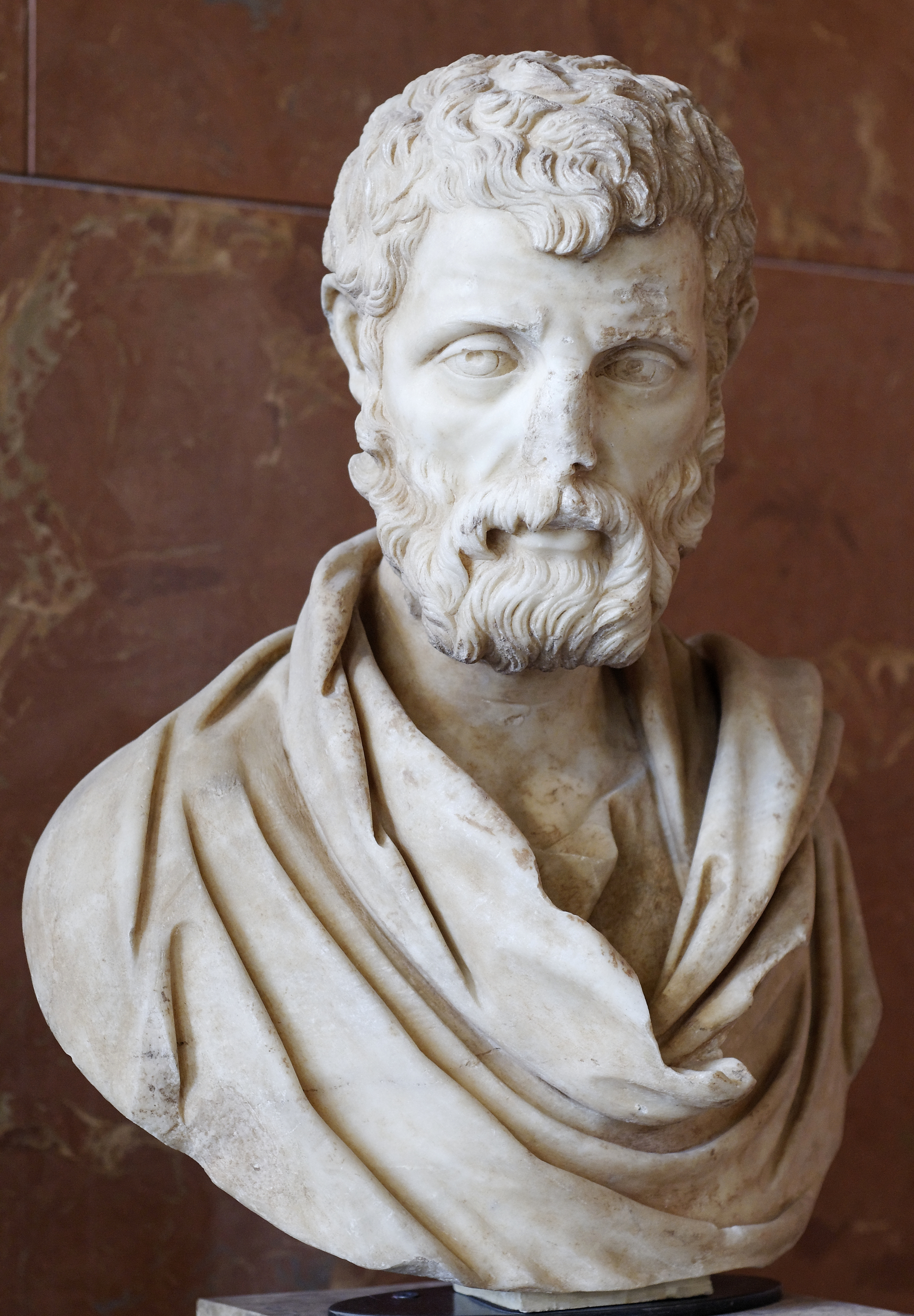
Marmerportret uit Probalinthos, ca. 161 (Parijs, Louvre)

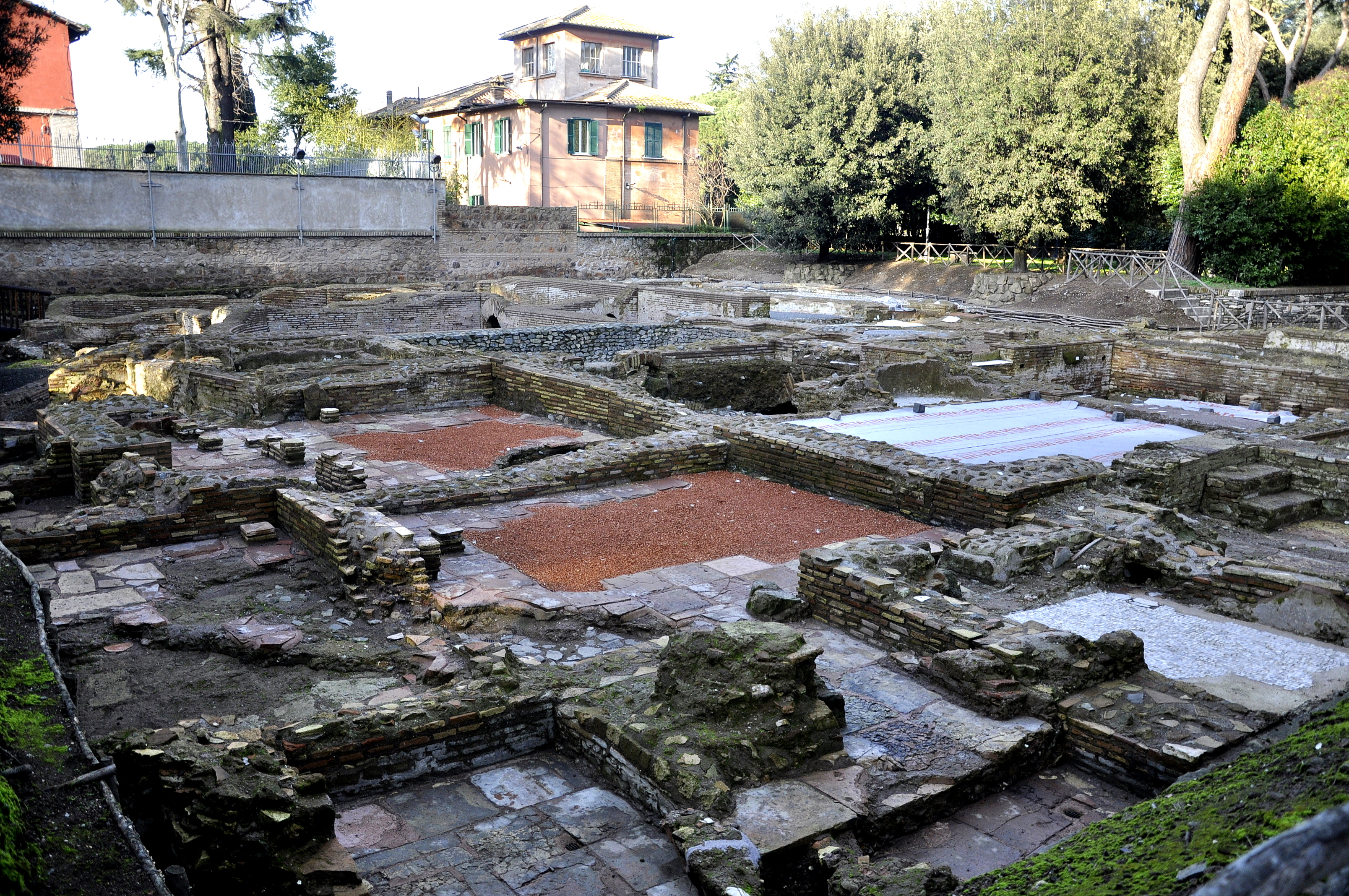
De Villa Capo di Bove, zijn woonplaats in Rome

Herodes Atticus (Marathon, 101 – aldaar, 177), met zijn volledige naam Lucius Vibullius Hipparchus Tiberius Claudius Atticus Herodes, was een Grieks-Romeins schrijver, redenaar, politicus, kunstverzamelaar en -beschermer uit de 2e eeuw na Chr.
Hij genoot zijn opleiding te Athene en bekleedde daar ook verschillende ereambten. Als literator behandelde hij allerlei filosofische onderwerpen, en was hij een van de belangrijkste vertegenwoordigers van de zogenaamde tweede sofistiek, maar hij was ook leraar in welsprekendheid te Athene, en later te Rome, waar hij in 143, onder keizer Antoninus Pius het consulaat bekleedde. Onder zijn oud-leerlingen rekende hij onder meer Aulus Gellius en Aelius Aristides. Hij werd ook ingeschakeld als huisleraar van de toekomstige keizers Marcus Aurelius en Lucius Verus.
Hij stond in hoog aanzien en was schatrijk. Van zijn vader, Tiberius Claudius Atticus Herodes, erfde hij een immens fortuin, die deze als goudschat had gevonden. Naar verluidt was hij zo eerlijk zijn vondst te melden aan de keizer, die hem als beloning de schat liet behouden. Herodes Atticus gebruikte het fortuin van zijn vader om er overal in Griekenland grote verfraaiingswerken mee uit te voeren. In haast alle grote Griekse cultuurcentra vindt men nog de resten van gebouwen die hij heeft laten oprichten:
- in Athene bouwde hij het marmeren Stadion van de Panathenaeën en het nog steeds naar hem genoemde Odeion van Herodes Atticus aan de voet van de Akropolis
- in Olympia liet hij een waterleiding aanleggen en een prachtig Nymphaeum (bronhuis)
- te Korinthe bouwde hij een theater
- te Delphi verfraaide hij onder meer het Stadion van de Pythische Spelen.

Herodes' privéleven verliep niet helemaal rimpelloos. Verschillende van zijn familieleden en naaste vrienden stierven jong. Toen ook zijn vrouw Regilla in penibele omstandigheden overleed, werd hij ervan beschuldigd haar verwaarloosd te hebben. Als reactie poogde hij haar nagedachtenis vooralsnog te eren met de bouw van verschillende monumenten. Bij de Atheense Jan Modaal lijkt hij overigens niet zo geliefd te zijn geweest: die had wellicht liever gezien dat hij zijn fortuin had besteed aan het lenigen van zijn noden in plaats van aan prestigeprojecten. Ook met de stad Athene schijnt hij in een juridische kwestie verwikkeld te zijn geweest, waarbij keizer Marcus Aurelius in zijn voordeel tussenbeide kwam.
Herodes Atticus bezat een villa in de buurt van zijn geboorteplaats Marathon: beelden en andere archeologische vondsten daarvan afkomstig bevinden zich in een plaatselijk museum. Van zijn geschriften is een rede, Perì politeías (d.i. "Over de politiek"), bewaard (al wordt de authenticiteit daarvan betwist) en, in een Latijnse vertaling van Aulus Gellius, een polemiek tegen de Stoïcijnen.
Herodes Atticus verbleef korte tijd in Rome, in de Villa Capo di Bove vlak bij de Via Appia.
- Bibsys: 95003081
- Biblioteca Nacional de España: XX1465959
- Bibliothèque nationale de France: cb12868670t (data)
- Catàleg d'autoritats de noms i títols de Catalunya: 981058514665006706
- CiNii: DA12564502
- Gemeinsame Normdatei: 118549839
- International Standard Name Identifier: 0000 0001 2136 6093
- Library of Congress Control Number: n83164991
- Nationale Bibliotheek van Tsjechië: ola2004231430
- Nationale bibliotheek van Australië: 61539925
- Nationale Bibliotheek van Israël: 987007301714805171
- Nationale Bibliotheek van Polen: a0000003297313
- Nederlandse Thesaurus van Auteursnamen: 069739668
- Réseau des bibliothèques de Suisse occidentale: 02-A000079942
- Istituto Centrale per il Catalogo Unico: BVEV034096
- LIBRIS: 265216
- Système universitaire de documentation: 030593050
- Trove: 1842498
- Union List of Artist Names: 500237374
- Virtual International Authority File: 64133411